# Petr Ginz
Petr Ginz (n. 1 februarie 1928; d. 28 septembrie 1944) a fost un băiat cehoslovac de origine evreiască, deportat în timpul celui de-al Doilea Război Mondial și omorât prin gazare în lagărul de la Auschwitz. Până la vârsta de șaisprezece ani a scris mai multe romane, un jurnal și un dicționar esperanto-ceh. Recent a fost adus în atenția opiniei publice de către astronautul israelian Ilan Ramon, care a luat în spațiu un desen al lui Petr Ginz, înfățișând Pământul văzut de pe Lună.

## Viața
Petr Ginz s-a născut în familia lui Otto Ginz, un evreu angajat ca manager al departamentului de exporturi al unei companii din industria textilă. Un esperantist pasionat, Otto Ginz o întâlnise la un congres esperantist pe Marie Dolanská, care avea să devină mama lui Petr Ginz și a surorii sale, Eva Ginzova (născută în 1930; mai târziu și-a schimbat numele în Chava Pressburger). 
Pasionat de literatură și mai ales de operele lui Jules Verne, Petr a început prin a emula stilul acestuia, producând cinci romane: De la Praga până în China, Vrăjitorul din Munții Altaz, Călătorie către centrul Pământului, În jurul lumii într-o secundă și O vizită din preistorie. Din păcate, până în zilele noastre s-a păstrat doar ultimul dintre aceste romane, o alegorie a venirii la putere a Nazismului și a înfrângerii sale ulterioare. 

## Terezin și Auschwitz
Viața familiei Ginz s-a schimbat odată cu începutul celui de-al doilea război mondial. Legile rasiale germane prevedeau că copiii proveniți din mariaje interetnice trebuiau deportați în lagăre după împlinirea vârstei de 14 ani. Astfel, în anul 1942, Petr a fost separat de mama (care nu era evreică) și sora sa (care nu împlinise încă vîrsta de 14 ani) și, împreună cu tatăl său, a fost deportat în lagărul de la Terezin. După doi ani avea să le urmeze și sora Eva.
În lagărul de la Terezin, Petr a rămas la fel de activ ca înainte, încropind în scurt timp o redacție împreună cu care a editat revista săptămânală ''Vedem'' (“Conducem”). Revista, scrisă de mână și decorată printre altele cu desenele lui Petr, a apărut timp de doi ani în fiecare vineri. După război s-au păstrat în jur de 700 de pagini din revistă. Când a ajuns în sfârșit și ea la Terezin, Eva Ginzova a fost surpinsă să vadă că fratele ei era foarte respectat și admirat de ceilalți copii.
În 28 septembrie 1944, Petr Ginz a fost deportat cu unul din ultimele transporturi de la Terezin către Auschwitz și omorât prin gazare imediat după sosire.

## Posteritatea și evoluții ulterioare
În anul 2000, asteroidul 50413 Petrginz a fost denumit astfel în onoarea lui.
În anul 2003, astronautul israelian Ilan Ramon a cerut Instituției Yad Vashem o operă reprezentativă a culturii evreiești, pentru a o lua cu ocazia zborului său - primul al unui astronaut israelian - în spațiul cosmic. A primit o copie a desenului lui Petr Ginz reprezentând Pământul văzut de pe Lună. La reintrarea în atmosfera terestră, naveta Columbia a fost distrusă, împreună cu copia desenului. Acestă întâmplare a popularizat povestea lui Petr Ginz și a avut drept consecință găsirea într-un pod din Cehia a jurnalului său, care supraviețuise epocii comuniste. Jurnalul a fost vândut după mai multe runde de negocieri Instituției Yad Vashem și a fost publicat cu o introducere a lui Jonathan Safran Foer și o prefață a surorii lui Petr Ginz.
În amintirea lui Petr Ginz și a lui Ilan Ramon a apărut și un timbru comemorativ.

## Scrieri
Toate titlurile reprezintă traduceri aproximative în română, întrucât majoritatea scrierilor sunt pierdute. Jurnalul nu a fost până în 2013 tradus în limba română.
- Jurnal
- Dicționar esperanto-ceh (pierdut)

Romane
- De la Praga până în China (pierdut)
- Vrăjitorul din Munții Altaz (pierdut)
- Călătorie către centrul Pământului (pierdut)
- În jurul lumii într-o secundă (pierdut)
- O vizită din preistorie